# Malajálamština
Malajálamština (മലയാളം malayāḷaṁ), též malajámština[zdroj?], historicky též malabarština je drávidský jazyk. Mluví se jím především v jihoindickém svazovém státě Kérala. Je to jeden z 23[zdroj?] indických oficiálních jazyků. Mluví jím okolo 37 miliónů lidí. Přestože je poměrně podobná tamilštině, používá své vlastní písmo, které je od tamilského dost odlišné.

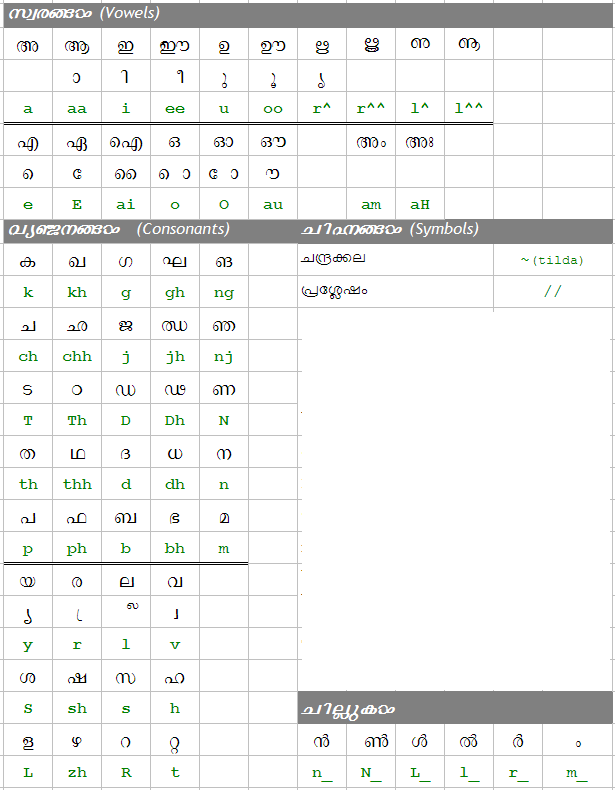
Malajálamské písmo

## Příklady

### Číslovky
| Číslice | Malajálamsky | Transliterace | Česky |
| ൧       | ഒന്ന്          | onn           | jeden |
| ൨       | ಎರಡು          | raṇṭ          | dva   |
| ൩       | മൂന്ന്          | mūnn          | tři   |
| ൪       | നാല്‌           | nāl           | čtyři |
| ൫       | അഞ്ച്          | āñc           | pět   |
| ൬       | ആറ്           | āṟ            | šest  |
| ൭       | ഏഴ്           | ēḻ            | sedm  |
| ൮       | എട്ട്          | eṭṭ           | osm   |
| ൯       | ഒന്‍പത്          | onpat         | devět |
| ௰/൧൦    | പത്ത്          | patt          | deset |

## Vzorový text
Otče náš (modlitba Páně):
Svarggasthanāya ñaṇṇaḷuṭe pitāvē aṇṇayuṭe nāmaṁ pariśud'dhamāyirikkēṇamē.
Aṇṇayuṭe rājyaṁ varēṇamē, aṇṇayuṭe iṣṭaṁ svarggattileppēāle bhūmiyiluṁ uṇṭākēṇamē.
Innu vēṇṭa āhāraṁ ñaṅṅaḷkku nalkēṅamē.
Ñaṅṅaḷuṭe pāpaṇṇaḷ peāṟukkēṇamē. Ñaṅṅaḷēāṭu teṟṟuceytavarēāṭu
kṣamikkumpēalē ñaṅṅaḷuṭe pāpaṇṇaḷ peāṟukkēṇamē.
Ñaṅṅaḷe pariśēādhanakaḷkku vidhēyarākkarutē; duṣṭanilninnu ñaṅṅaḷe rakṣikkēṇamē.